# Калмыков, Степан Николаевич
Степан Николаевич Калмыков (29 октября 1974 года, Москва) — российский учёный-радиохимик, доктор химических наук, академик РАН (2022). Впервые показал доминирующую роль коллоидных частиц в переносе плутония с подземными водами из мест захоронения радиоактивных отходов, а также описал методы выделения и разделения радионуклидов из водных растворов с использованием углеродных наноматериалов и методы получения радионуклидов медицинского назначения. С 2011 года является заведующим кафедрой радиохимии химического факультета МГУ. Декан Химического факультета МГУ (с 2019 по 2022 годы; исполняющий обязанности с 2018 года), научный руководитель Химического факультета МГУ с 2022 года. Вице-президент РАН с 22 сентября 2022 года.

## Биография
Родился 29 октября 1974 года в Москве. После окончания средней школы № 1243, поступил в Московский государственный университет на химический факультет, который окончил в 1996 году. После этого сразу поступил в аспирантуру на кафедру радиохимии того же факультета. В 2001 году стал кандидатом химических наук по специальности «Радиохимия», защитив диссертацию на тему «Миграция радионуклидов через геохимические барьеры», научные руководители: профессор Сапожников Ю.А., с.н.с, к.г-м.н. Голубов Б.Н. Научный консультант: к.х.н., доц. Ефимов И.П. В МГУ работает с 1998 года, сначала — в должности ассистента, с 2007 года — доцент, а с 2010 года — профессор. В 2008 году защитил докторскую диссертацию на тему «Роль коллоидных частиц в миграции актинидов с подземными водами». В 2010 году стал заведующим кафедрой радиохимии химического факультета МГУ. С 2000 года также является старшим научным сотрудником в Институте геохимии и аналитической химии им. В. И. Вернадского РАН, с 2011 года — главный научный сотрудник в Институте физической химии и электрохимии имени А. Н. Фрумкина РАН. Степан Николаевич является редактором журнала «Separation Science and Technology», членом редколлегии журналов «Radiochimica Acta», «Solvent Extraction and Ion Exchange», «Вопросы радиационной безопасности», «Радиохимия» и «Радиоактивные отходы».
2 июня 2022 года был избран академиком РАН по Отделению химии и наук о материалах. С февраля 2018 — исполняющий обязанности декана, с 25 ноября 2019 — декан химического факультета МГУ, с ноября 2022 — его научный руководитель. Вице президент РАН с 22 сентября 2022 года.
Председатель Научного совета РАН по глобальным экологическим проблемам (с сентября 2020). Председатель совета директоров Университета МГУ-ППИ в Шэньчжэне.

## Научная деятельность
Область интересов учёного — радиохимия. Впервые показал доминирующую роль коллоидных частиц в переносе плутония с подземными водами из мест захоронения радиоактивных отходов, а также определил физико-химические свойства данного элемента в различных геохимических условиях. Является автором методов выделения и разделения радионуклидов из водных растворов с использованием углеродных наноматериалов и методов получения радионуклидов медицинского назначения для лечения онкологических заболеваний (225Ac, 223Ra, 67Cu и другие).
В Московском государственном университете имени М. В. Ломоносова читает курсы «Введение в радиохимию и радиоэкологию», «Ядерная спектрометрия в химическом анализе», «Методы определения физико-химических форм радионуклидов и диагностики ядерных материалов», «Поведение радионуклидов в окружающей среде» и «Производство изотопов и ядерная медицина».
Автор более 150 научных работ и 7 патентов. Индекс Хирша в Scopus — 21, Web of Science — 19 .

## Награды
- Премия имени И. И. Шувалова (2007) — за цикл работ «Образование и свойства актинид-содержащих наночастиц в приложении к безопасному захоронению радиоактивных отходов и отработанного ядерного топлива»[8].
- Премия Росатома «За вклад в развитие атомной отрасли 2 степени» (2014) — за добросовестный труд, успехи в научно-исследовательской деятельности, значительный вклад в развитие атомной отрасли и в связи с 85-летием химического факультета МГУ имени М. В. Ломоносова[12].
- Премия имени В. Г. Хлопина (2016) — за цикл работ «Радиохимические аспекты замкнутого ЯТЦ и его влияние на окружающую среду»[13].
- Орден Дружбы (5 февраля 2024 года) — за большой вклад в развитие отечественной науки, многолетнюю плодотворную деятельность и в связи с 300-летием со дня основания Российской академии наук[14].

## Некоторые публикации
- Kalmykov S. N., Denecke M. A. Actinide nanoparticle research. — Германия: Springer, 2011. — 440 с. — ISBN 978-3-642-11431-1.
- Алиев Р. А., Калмыков С. Н. Радиоактивность. — СПб.: Лань, 2013. — 304 с. — ISBN 978-5-8114-1391-1.